# Науменков Михайло Сергійович
Михайло Сергійович Науменков (рос. Михаил Сергеевич Науменков; 19 лютого 1993, м. Москва, Росія) — російський хокеїст, захисник. Виступає за «Червона Армія» (Москва) у Молодіжній хокейній лізі
Вихованець хокейної школи ЦСКА (Москва). Виступав за «Червона Армія» (Москва).
У складі молодіжної збірної Росії учасник чемпіонату світу 2012.
Досягнення
- Срібний призер молодіжного чемпіонату світу (2012)
- Володар Кубка Харламова (2011).